# Hinduistički ateizam
Hinduistički ateizam (Nirīśvaravāda) dio je hinduističke filozofije. Izraz se također koristi za kulturološki hinduizam — neki su hinduisti „duhovni”, premda ne religiozni. Ima hinduista koji se smatraju ateistima te odbacuju vjeru, ali ne i kulturu/umjetnost inspiriranu hinduizmom.
U hindskom i bengalskom, izraz nāstika znači „ateist”.
Premda je hinduizam često viđen kao politeistička religija, razni hinduistički pravci imaju vrlo različita tumačenja pojma Boga. Ateizam je valjani put, premda težak.
U Rigvedi pojavljuje se skepticizam glede božanstva koje je stvorilo svemir.